# Czarna Łuża
Czarna Łuża – dawny chutor na Litwie, w okręgu wileńskim, w rejonie święciańskim, w gminie Podbrodzie.
Dawniej używana nazwa – Czarnolesie.

## Historia
W czasach zaborów zaścianek w gminie Kiemieliszki, w powiecie święciańskim, w guberni wileńskiej Imperium Rosyjskiego. W 1905 roku liczył 7 mieszkańców, 46 dziesięcin.
W dwudziestoleciu międzywojennym zaścianek leżał w Polsce, w województwie wileńskim, w powiecie święciańskim, w gminie Kiemieliszki.
W 1931 był tu 1 dom.
Od 1945 roku w Litewskiej Socjalistycznej Republice Radzieckiej.